# Juliânia
Juliânia é um distrito do município brasileiro de Herculândia, no interior do estado de São Paulo.

## História

### Origem
O povoado de Juliápolis, que deu origem ao distrito, foi fundado em território do município de Glicério. Em 1937 passou a pertencer ao distrito de Parnaso, que em 1938 foi transferido para o novo município de Tupã.
Em 1944, com a extinção do distrito de Parnaso, foi elevado a categoria de distrito e incorporado ao novo município de Herculândia.

### Formação administrativa
- O distrito foi criado pelo Decreto-Lei n° 14.334 de 30/11/1944, com o povoado do mesmo nome mais terras do distrito sede de Herculândia, mais parte do território do extinto (na época) distrito de Parnaso[4].

## Geografia

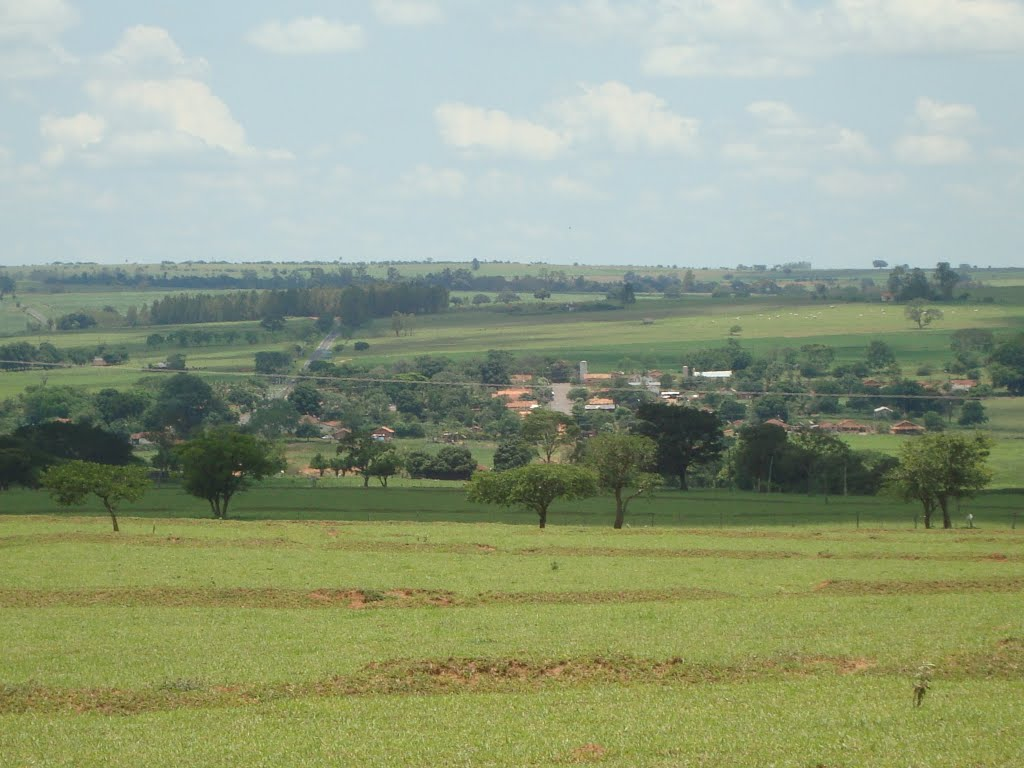
Vista de Juliânia.

### Demografia

#### População urbana
| Crescimento população urbana | Crescimento população urbana | Crescimento população urbana | Crescimento população urbana |
| Censo                        | Pop.                         |                              | %±                           |
| ---------------------------- | ---------------------------- | ---------------------------- | ---------------------------- |
| 1950                         | 161                          |                              | —                            |
| 1960                         | 244                          |                              | 51,6%                        |
| 1970                         | 243                          |                              | −0,4%                        |
| 1980                         | 381                          |                              | 56,8%                        |
| 1991                         | 294                          |                              | −22,8%                       |
| 2000                         | 306                          |                              | 4,1%                         |
| 2010                         | 286                          |                              | −6,5%                        |
| Fonte: IBGE e Fundação SEADE |                              |                              |                              |

#### População total
Pelo Censo 2010 (IBGE) a população total do distrito era de 614 habitantes.

### Área territorial
A área territorial do distrito é de 170,489 km².

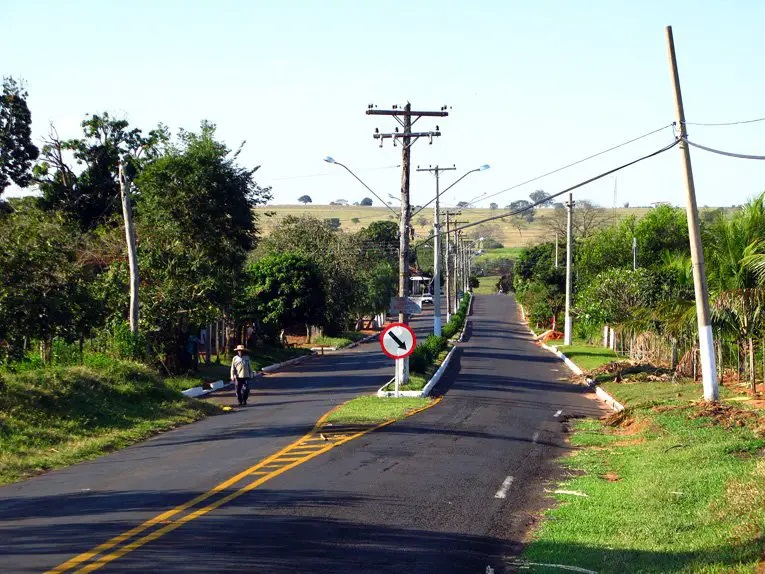
Entrada do distrito.

### Rodovias
O principal acesso ao distrito é a Rodovia Miguel Gantus (SP-383).

## Serviços públicos

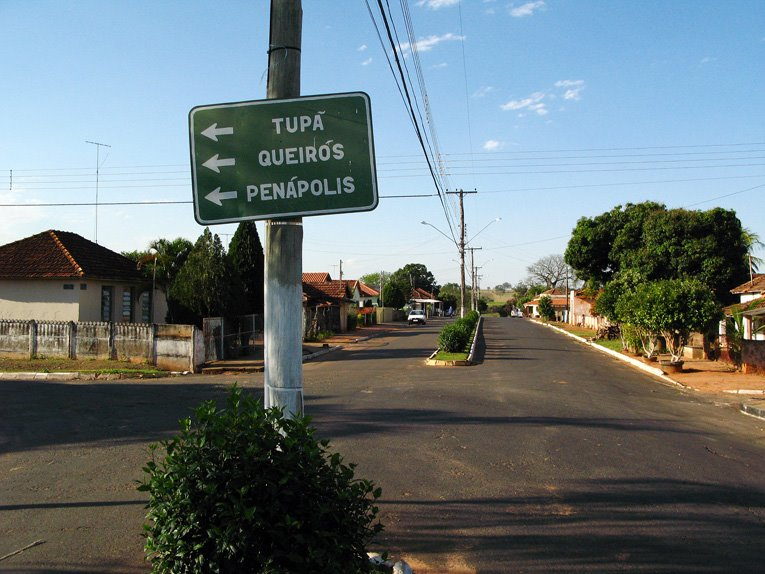
Aspecto local.

### Registro civil
Atualmente é feito na sede do município, pois o Cartório de Registro Civil das Pessoas Naturais do distrito foi extinto pela Resolução nº 1 de 29/12/1971 do Tribunal de Justiça do Estado de São Paulo e seu acervo foi recolhido ao cartório do distrito sede.

### Saneamento
O serviço de abastecimento de água é feito pela Prefeitura Municipal de Herculândia. 

### Energia
A responsável pelo abastecimento de energia elétrica é a CPFL Paulista, distribuidora do grupo CPFL Energia.

## Religião
O Cristianismo se faz presente no distrito da seguinte forma:

### Igreja Católica
- A igreja faz parte da Diocese de Marília[14].

### Igrejas Evangélicas
- Congregação Cristã no Brasil[15].
- Igreja Adventista do Sétimo Dia.